# Marcos Alberto Skavinski
Marcos Alberto Skavinski (Curitiba, 28 maart 1975) is een Braziliaans voetballer.